# What's My Name?
What's My Name? je píseň barbadoské popové zpěvačky Rihanny. Píseň se nachází na jejím šestém studiovém albu Loud. Produkce se ujal producent StarGate. S touto písní ji vypomohl kanadský herec a zpěvák Drake.

## Video
Video bylo natočeno 28. října 2010.

## Hitparáda
| Země        | Umístění |
| ----------- | -------- |
| USA         | 1        |
| US R&B      | 2        |
| US Pop      | 4        |
| Kanada      | 5        |
| Austrálie   | 18       |
| Nový Zéland | 3        |
| Česko       | 36       |

| "We R Who We R" od Kesha | USA #1 hity 20. listopadu ~ 26. listopadu 2010 | "Like A G6" od Far East Movement |